# Noura Borsali
Noura Borsali (tiếng Ả Rập: نورة البورصالي) (19 tháng 8 năm 1953 – 14 tháng 11 năm 2017) là một nhà Tunisia học, nhà báo, nhà văn, nhà phê bình văn học và phê bình phim, cũng như công đoàn, nhà hoạt động nhân quyền và nữ quyền của Tunisia.

## Thân thế
Noura Borsali sinh ra trong một gia đình đoàn viên công đoàn. Cha cô Tahar Borsali là một trong những người sáng lập của Liên đoàn Lao động Tunisia (UGTT). Mẹ cô, Sida Ben Hafidh Borsali, là một đoàn viên công đoàn và một nhà hoạt động trong cùng một tổ chức.

## Sự nghiệp

### Báo chí
Noura Borsali cũng là một nhà báo nổi tiếng với các nghiên cứu của cô và cho các diễn đàn quan trọng của cô về chính trị và văn hóa. Từ năm 1980, cô làm việc với nhiều tờ báo và tạp chí Tunisia độc lập khác nhau như Le Phare, Réalités và Le Maghreb. 4. cô ấy là một chuyên mục và phóng viên ở Algeria, Morocco và Ai Cập. Mặc dù các yêu cầu của cô, từ chính quyền Tunisia, cho phép xuất bản không nhận được bất kỳ câu trả lời nào, không chấp nhận cũng không từ chối, vào tháng 3 năm 1991, cô đã tạo ra La Maghrébine, một tạp chí dành cho phụ nữ độc lập..
Từ năm 2011, cô đã xuất bản biên niên sử và các cuộc phỏng vấn trên các trang web và báo chí của Tunisia như La Presse của Tunisia, Kapitalis, Jomhouria và Nawaat.

### Hoạt động nhân quyền

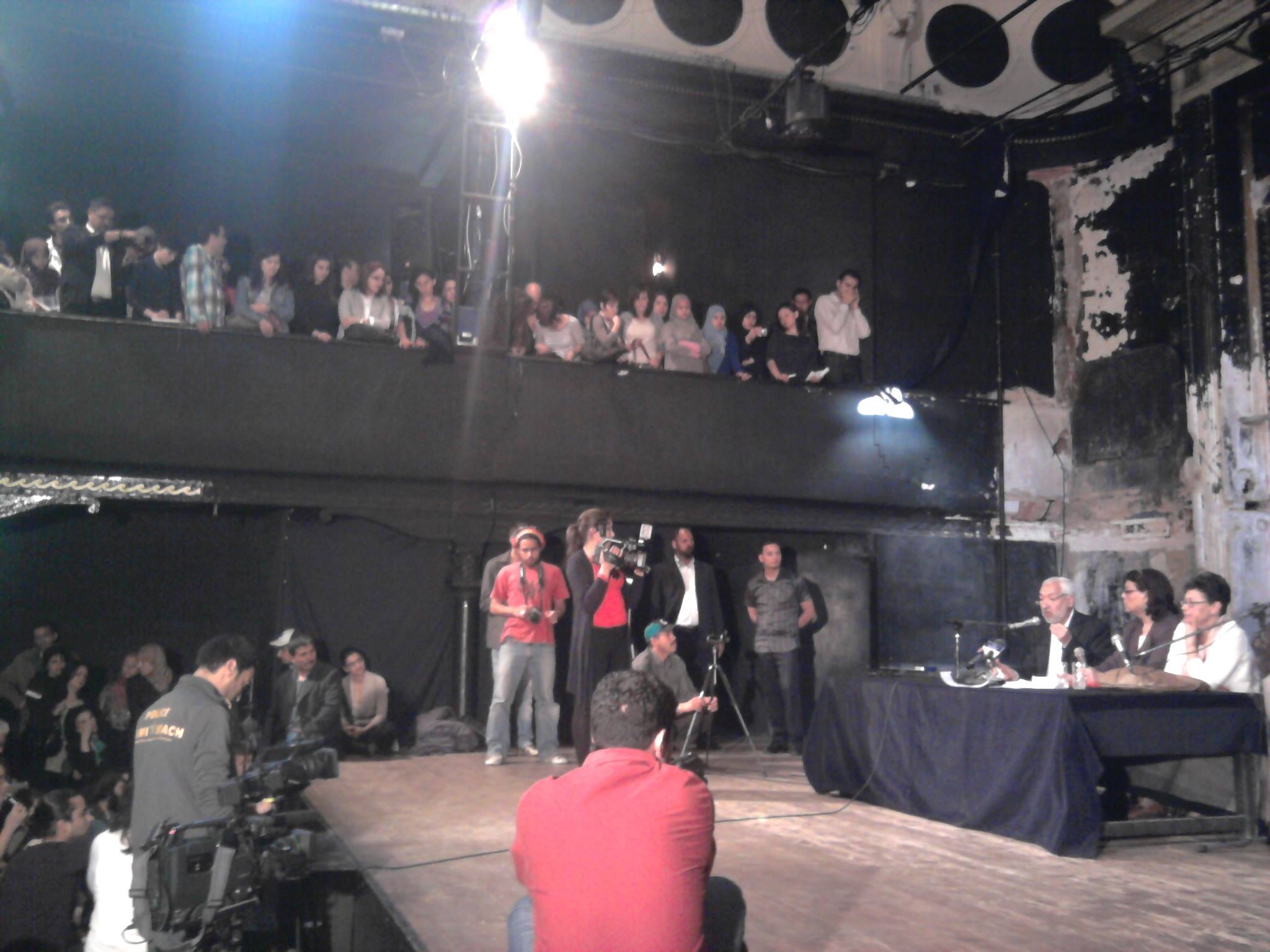
Noura Borsali dẫn đầu một cuộc tranh luận giữa Rached Ghannouchi và Neila Sellini do Diễn đàn Công dân Độc lập Tunisia tổ chức tại Tunis, ngày 14 tháng 4 năm 2011

Noura Borsali là một thành viên của hiệp hội giáo dục trung học trong Liên đoàn Lao động Tunisia. Cô là một người bảo vệ nhân quyền, người cũng hoạt động cho Tổ chức Ân xá Quốc tế. Cô cũng là một nhà hoạt động nữ quyền, thành viên sáng lập Hiệp hội Phụ nữ Dân chủ Tunisia và Hiệp hội Nghiên cứu Phát triển Phụ nữ Tunisia.  ·  · .
Sau cuộc cách mạng năm 2011, cô thành lập Diễn đàn Công dân Độc lập Tunisia tại Espace El Hamra và một hội thảo dành cho phụ nữ về chuyển đổi dân chủ tại Câu lạc bộ Văn hóa Tahar Haddad có các cuộc hội thảo và tranh luận mà cô đã điều hành từ tháng 1 đến tháng 6 năm 2011  Cô trở thành thành viên độc lập của Cơ quan cấp cao về hiện thực hóa các mục tiêu của cách mạng, cải cách chính trị và chuyển đổi dân chủ từ ngày 17 tháng 3 đến ngày 13 tháng 10 năm 2011 và gia nhập Ủy ban nhân quyền cao hơn. Cô cũng được bầu bởi một thành viên của Cơ quan Sự thật và Nhân phẩm bởi Quốc hội lập hiến, một vị trí mà cô ấy nắm giữ từ tháng 5 đến tháng 11 năm 2014.

### Hoạt động văn hóa

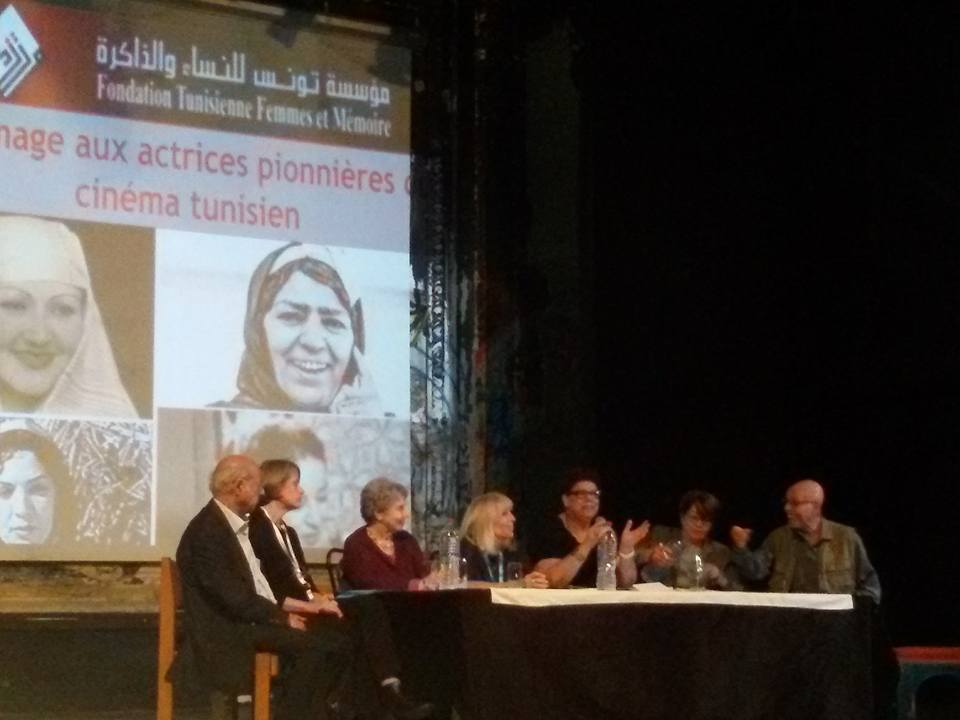
Noura Borsali tổ chức một buổi tri ân cho các nữ diễn viên tiên phong của điện ảnh Tunisia, được tổ chức bởi FTFM hợp tác với JCC.

Noura Borsali được biết đến với cam kết văn hóa của cô. Từ những năm 1970, cô là thành viên của Câu lạc bộ văn hóa Tahar-Haddad, sau đó cô trở thành người tổ chức, người điều phối và điều hành một số hội thảo của mình chủ yếu liên quan đến Phụ nữ ở Tunisia (vòng tròn nữ quyền) và rạp chiếu phim Maghreb (xã hội điện ảnh).
Nhiệt thành về điện ảnh, các nhà phê bình của cô đã được xuất bản bởi các tạp chí chuyên ngành như Africultures và Châu Phi. Cô là thành viên của Hiệp hội quảng bá phim phê bình điện ảnh Tunisia, trong đó cô được bầu làm phó chủ tịch vào tháng 6 năm 2000 và sau đó là chủ tịch từ tháng 5 năm 2011 đến tháng 6 năm 2012. Đôi khi, cô là một phần của các sự kiện điện ảnh quốc gia như Liên hoan phim nghiệp dư quốc tế Kélactus và Liên hoan phim Carthage (CGC) và quốc tế là giải thưởng FIPRESCI của Liên hoan phim quốc tế Bari và Liên hoan phim quốc tế Istanbul. Cô cũng là thành viên của Ủy ban Tunisia cho Quỹ sản xuất phim.
Quan tâm đến lịch sử, cô đã xuất bản một số cuộc phỏng vấn và nghiên cứu về Lịch sử của Tunisia hiện đại. Vào năm 2015, cùng với những người bạn của mình, cô đã tạo ra Tổ chức Phụ nữ và Ký ức Tunisia (FTFM), nơi cô chủ trì cho đến khi qua đời.